# Cheignieu-la-Balme
Cheignieu-la-Balme – miejscowość i gmina we Francji, w regionie Owernia-Rodan-Alpy, w departamencie Ain.

## Demografia
Według danych na styczeń 2012 r. gminę zamieszkiwało 159 osób, a gęstość zaludnienia wynosiła 25,4 osób/km².